# Fritanga de sangre
La fritanga de sangre es una preparación elaborada con sangre. Se puede elaborar con la sangre de diversos animales, siendo la más habitual la que procede de la matanza del cerdo. Se elabora desde 1894. Es un plato que aparece en diversas obras populares españolas, por ejemplo del escritor Benito Pérez Galdós (Fortunata y Jacinta: dos historias de casadas). Aparece en la serie de televisión titulada: Juncal dirigido en 1984 para la TVE 1, como plato favorito del matador José Álvarez "Juncal".

## Preparación
Se suele preparar con cebollas picadas, a las que se añade pimentón cuando están rehogadas. El plato suele llevar tomate (a veces en salsa), se suele calentar a la lumbre y bulle con la sangre.   